# Amnesia globale transitoria
L'amnesia globale transitoria (TGA) è una sindrome, in neurologia clinica, la cui caratteristica distintiva è la temporanea, ma quasi totale, perdita della memoria a breve termine. Una persona con TGA sperimenta temporaneamente una doppia incapacità: difficoltà a memorizzare nuove informazioni (amnesia anterograda) e difficoltà ad accedere a ricordi recenti (amnesia retrograda). Non sono presenti altri segni di compromissione della funzione cognitiva, ma ricorda solo i fatti più profondamente sedimentati nella coscienza dell'individuo, come per esempio il proprio nome.

## Sintomi
Una persona nel corso di un attacco di TGA non ha quasi nessuna capacità di instaurare nuovi ricordi, né di rievocare quelli appena accaduti, ma appare mentalmente vigile e lucida, in possesso di piena conoscenza dell'identità propria e dei membri della propria famiglia, mantenendo intatte le capacità percettive ed un vasto repertorio di comportamenti complessi già appresi. L'individuo semplicemente non riesce a ricordare tutto ciò che è accaduto al di fuori degli ultimi minuti, mentre la memoria per gli eventi temporalmente più distanti può essere in gran parte intatta. Il grado di amnesia è profondo, e, nell'intervallo durante il quale l'individuo è consapevole della sua condizione, è spesso accompagnato da ansia. I criteri diagnostici per la TGA, come definito ai fini di ricerca clinica, sono:
- L'attacco è stato registrato da un osservatore attendibile e segnalato come una perdita della capacità di apprendimento (amnesia anterograda).
- Non si è verificato obnubilamento della coscienza o altri deficit cognitivi diversi dalla amnesia.
- Non sono stati riscontrati segni focali neurologici o deficit durante o dopo l'attacco.
- Non si sono registrate caratteristiche cliniche di epilessia, o episodi di epilessia negli ultimi due anni, e il paziente non presenta segni di recente trauma cranico.
- L'attacco si risolve nel corso di 24 ore.

## Evoluzione di un evento di TGA
L'inizio di un episodio di amnesia globale transitoria è in genere abbastanza rapido, e la sua durata variabile, ma generalmente compresa fra le 2 e le 8 ore. Una persona affetta da TGA in genere ha memoria solo degli ultimi minuti, o anche meno, e non è in grado di conservare nuove informazioni oltre tale periodo di tempo. Una delle caratteristiche bizzarre di questa patologia è la perseveranza. La vittima di un attacco ripete fedelmente e metodicamente le stesse affermazioni e le stesse domande, comprensive di intonazione e gesti profondamente identici, "come se venisse ripetutamente eseguito un frammento di una colonna sonora". Questa caratteristica si trova in quasi tutti gli attacchi di TGA ed è spesso considerata una caratteristica distintiva della condizione.  L'individuo affetto da TGA mantiene le sue abilità sociali ed i ricordi più vecchi e significativi. Riconosce quasi sempre la propria identità e l'identità dei membri della famiglia. Rimane capace di eseguire varie operazioni complesse imparate nel corso della vita, compresa la capacità di guidare un autoveicolo ed altri comportamenti appresi. Un autore segnala che un individuo affetto da TGA "fu in grado di continuare a mettere insieme l'alternatore della sua auto".
Anche se esteriormente appare normale, la persona affetta da TGA è disorientata nel tempo e nello spazio, probabilmente senza essere in grado di sapere né l'anno né il luogo di residenza. Anche se talvolta il paziente riferisce confusione, secondo alcuni Autori questa osservazione è imprecisa. In ogni caso una forte componente emotiva è comune rispetto ai pazienti con attacco ischemico transitorio o TIA. In una vasta indagine, l'11% degli individui con TGA sono stati descritti come emotivamente alterati ed il 14% come"timorosi di morire". L'attacco scema nell'arco di ore, con i ricordi più vecchi nel tempo che tendono a ritornare per primi. La ripetitività scompare lentamente mentre la vittima conserva i ricordi a breve termine per periodi di tempo sempre più lunghi. Mentre ogni cosa sembra tornare alla normalità entro 24 ore, in realtà ci sono effetti quasi impercettibili sulla memoria, che possono persistere più a lungo. Nella maggior parte dei casi non ci sono effetti a lungo termine a parte una completa mancanza di capacità di rievocare il periodo dell'attacco e l'arco temporale comprendente una o due ore prima della sua insorgenza.  Ci sono prove emergenti di deficit, osservabili in una minoranza di casi, per settimane o addirittura anni dopo un attacco di TGA. Ci sono prove che la vittima si rende conto che qualcosa non funziona, anche se non è in grado di individuare che cosa. La persona affetta da TGA durante l'attacco può affermare di aver perso la memoria o dire di credere di essere affetta da un ictus od un TIA, ma non è consapevole degli altri disturbi che sta mostrando. Il segno principale di questa condizione resta dunque la tendenza ad una pervicace ripetitività e formulazione delle stesse domande.

## Diagnosi Differenziale
Una diagnosi differenziale dovrebbe includere:
- La trombosi della arteria basilare
- L'ictus cardioembolico
- L'epilessia parziale complessa
- L'epilessia del lobo frontale
- La sindrome lacunare
- L'emicrania
- L'ictus della arteria cerebrale posteriore
- La sincope
- L'epilessia del lobo temporale

Se l'evento dura meno di un'ora, potrebbe essere causato da una amnesia epilettica transitoria (TEA). 
Se la condizione perdura per più di 24 ore, per definizione non è possibile parlare di amnesia globale transitoria. In questo caso sarebbe quindi opportuno eseguire tutte quelle indagini diagnostiche atte a rivelare le varie forme di attacco ischemico cerebrale o di sanguinamento intracranico (ad esempio una emorragia subaracnoidea).

## Cause
La causa di fondo della TGA rimane sconosciuta.
Le ipotesi principali sono: una qualche forma di evento epilettico, un problema di circolazione cerebrale, da o verso il cervello, o un qualche tipo di fenomeno correlato alla emicrania.
Le differenze sono sufficientemente significative da far ritenere l'amnesia transitoria una sindrome clinica eterogenea con eziologie multiple, meccanismi diversi, e diversa prognosi.

### Eventi precipitanti
Gli attacchi di TGA sono associati con una qualche forma di evento precipitante in almeno un terzo dei casi.  Nelle donne questo evento scatenante è più spesso di tipo emotivo; nei maschi è invece tendenzialmente legato a qualche sforzo fisico.  Gli eventi scatenanti che sono più comunemente citati dai vari Autori includono l'attività fisica intensa (che comprende anche lo sforzo legato al rapporto sessuale), il nuoto in acqua fredda od altri sbalzi termici duraturi, e gli eventi emotivamente traumatici o stressanti.  Ci sono descrizioni di TGA che si sono verificati in conseguenza di determinate procedure mediche e di alcuni stati di malattia. C'è una leggera (2%) incidenza familiare.
Se con la definizione di un evento precipitante includiamo eventi avvenuti anche giorni o settimane prima, e vi comprendiamo eventi emotivamente stressanti come le preoccupazioni di ordine economico, funerali, stress ed esaurimento psicofisico da superlavoro o da insolite necessità del prendersi cura dei figli, allora una larga maggioranza (oltre l'80%) degli attacchi di TGA può dirsi correlata con un evento precipitante.
Il ruolo di cofattori psicologici è stato affrontato da alcuni studi specifici. Molte persone affette da TGA mostrano infatti elevati livelli misurabili di ansia e/o depressione. Una certa instabilità emotiva potrebbe rendere alcuni soggetti più vulnerabili a fattori scatenanti di tipo stressante e quindi essere associata con TGA.  Gli individui che hanno sperimentato una TGA, confrontati con persone simili affette da TIA, hanno maggiori probabilità di avere un qualche tipo di problema emotivo (come qualche forma di depressione o di fobie), nella loro storia personale o familiare o di avere sperimentato un qualche tipo di fobia o di grave evento emotivamente precipitante.

### Ipotesi vascolare
Per una certa fascia di popolazione con TGA l'ischemia cerebrale (ictus) è una causa possibile e frequente. Questa correlazione è però contestata da molti Autori. Tuttavia almeno fino al 1990 era una convinzione diffusa che la TGA fosse una variante di attacco ischemico transitorio (TIA), secondaria ad una qualche forma di malattia cerebrovascolare.  Gli Autori che non credono nella ipotesi di una causa vascolare mettono in evidenza che coloro che subiscono una TGA non hanno maggiori probabilità di avere una successiva malattia vascolare cerebrale rispetto alla popolazione generale.  In effetti  "rispetto ai pazienti con TIA, i pazienti con TGA hanno avuto un rischio combinato significativamente più basso di ictus, infarto del miocardio e morte ".
Una origine vascolare rimane tuttavia una possibilità, come suggerito da una ricerca sulla insufficienza valvolare della vena giugulare in pazienti affetti da TGA. In questi casi, per lo più uomini, la TGA faceva seguito ad uno sforzo vigoroso. Una ipotesi attuale ritiene che la TGA sia dovuta ad una congestione venosa del cervello,  che porterebbe ad ischemia di alcune strutture coinvolte con la memoria, come ad esempio l'ippocampo.   È stato dimostrato che,nei pazienti con TGA, eseguire una manovra di Valsalva (una manovra che comporta l'espirazione forzata a glottide chiusa; tale manovra aumenta notevolmente la pressione intratoracica ed intra-addominale e si verifica frequentemente durante lo sforzo) può correlarsi con un flusso retrogrado di sangue nella vena giugulare, e quindi, presumibilmente, nella circolazione sanguigna cerebrale.

### Emicrania
Una storia di emicrania è un fattore di rischio statisticamente significativo individuato nella letteratura medica.  "Quando si confrontano soggetti con soggetti normali di controllo ... l'unico fattore significativamente associato con un aumentato rischio di TGA è stata l'emicrania".  Secondo uno studio il 14% delle persone con TGA aveva una storia di emicrania, mentre in un altro studio circa un terzo dei soggetti con TGA riportava una storia di emicrania.
Tuttavia, l'emicrania non sembra avvenire in contemporanea con una TGA né pare essere un evento scatenante. La cefalea si verifica spesso durante un attacco di TGA, così come la nausea, entrambi i sintomi si associano spesso con l'emicrania, ma sembra che questi sintomi non siano indicativi di emicrania nei pazienti con TGA. La correlazione tra i due eventi rimane pertanto puramente teorica ed ulteriormente inquinata da una mancanza di consenso sulla definizione di emicrania stessa, e dalle differenze di età, sesso e caratteristiche psicologiche di chi soffre di emicrania rispetto a quelle molto più variabili di coloro che rientrano nella coorte di chi soffre di TGA.

### Epilessia
L'amnesia è spesso un sintomo di epilessia, e per questo motivo le persone con epilessia nota sono escluse dalla maggior parte degli studi di TGA. In uno studio in cui sono stati applicati criteri molto rigorosi per la diagnosi TGA, non sono state osservate alterazioni di tipo epilettico nell'EEG di oltre 100 pazienti con TGA.  Tuttavia, nonostante il fatto che la lettura dell'EEG sia di solito normale durante un attacco di TGA, ed altri sintomi tipici di epilessia non siano osservabili nei soggetti con TGA  è stato ipotizzato che alcuni attacchi epilettici possano inizialmente presentarsi come TGA. L'osservazione che il 7% delle persone che soffrono di TGA svilupperà in futuro una forma di epilessia pone il problema se tali casi siano casi di TGA o di amnesia epilettica transitoria (TEA).  Gli attacchi di TEA tendono ad essere brevi (meno di un'ora) e tendono a ripetersi. Perciò una persona che ha vissuto ripetuti attacchi di amnesia temporanea somiglianti ad un TGA, e se quegli eventi durano meno di un'ora, è molto probabile che sviluppi poi epilessia.
Si ipotizza che altri casi atipici di TEA (forme di stato di male epilettico non convulsivo) possano presentarsi con una durata simile alla TGA.  Questo potrebbe costituire un sottogruppo distinto di TGA. La TEA, al contrario della TGA "pura", si caratterizza anche per "due forme insolite di deficit di memoria ...: (1) la dimenticanza di lungo termine accelerata (ALF): la perdita troppo rapida di memorie acquisite nel corso di un periodo di giorni o settimane e (2) la perdita di memoria autobiografica distante: una perdita di ricordi salienti e personali,dei decenni scorsi"  Se un evento amnesico rientri in una TGA o TEA rappresenta quindi una sfida diagnostica, soprattutto alla luce di quanto riportato da recenti pubblicazioni sui possibili deficit cognitivi a lungo termine in soggetti con TGA, presumibilmente correttamente diagnosticata.

### Altre presunte associazioni
Ci sono state segnalazioni di un possibile legame tra la TGA e l'uso di statine (una classe di farmaci ipocolesterolemizzanti).

## Prognosi
La prognosi della TGA "pura" è molto buona. Essa non influisce sulla mortalità o morbilità e, a differenza di quanto precedentemente ritenuto, la TGA non è un fattore di rischio per ictus o malattia ischemica.  I tassi di recidiva sono variabili a seconda degli studi. Un calcolo sistematico suggerisce che il tasso è comunque inferiore al 6% l'anno.  La TGA "è universalmente percepita come una condizione benigna che non richiede ulteriore trattamento a parte la rassicurazione del paziente e della sua famiglia".
"Una volta eseguita la diagnosi la parte più importante della gestione della TGA è la cura dei bisogni psicologici del paziente e dei suoi parenti. Il vedere un partner, un fratello o genitore, poco prima assolutamente sano e capace, diventare improvvisamente incapace di ricordare quanto è stato detto solo un minuto prima è molto doloroso. Per questo motivo i parenti spesso richiedono di essere rassicurati".
La TGA può avere eziologie e quindi prognosi diverse. Presentazioni atipiche possono mascherare alcune forme di epilessia ed essere quindi più propriamente considerate delle TEA. Oltre a questi casi di probabile TEA, in alcune persone si sono verificati degli eventi amnesici diversi rispetto ai criteri diagnostici sopra elencati. Queste forme di TGA atipica possono avere una prognosi meno favorevole rispetto a quelle di TGA "pura".  Recentemente, inoltre, sia studi di imaging sia studi con test neurocognitivi pongono in dubbio che la TGA sia così benigna come si pensava. Uno studio basato sulla risonanza magnetica del cervello dimostra che tra le persone che hanno sperimentato TGA, tutti avevano lesioni cavitarie nell'ippocampo. Queste cavità erano molto più numerose, più grandi e più suggestive di danno patologico che non quelle riscontrabili in un gruppo di controllo di soggetti sani. Ma sorprendentemente lo erano pure rispetto ad un gruppo di controllo di grandi dimensioni di persone affette da tumore o ictus.  Disabilità verbali e cognitive sono state osservate a distanza di giorni da un attacco di TGA, e di gravità tale che i ricercatori hanno stimato improbabile si risolvessero entro un lasso di tempo breve. Un grande studio neurocognitivo su pazienti a distanza di più di un anno dai loro attacchi ha mostrato effetti persistenti coerenti con deficit cognitivo amnesico lieve (MCI-a) in un terzo delle persone che avevano sperimentato TGA.  In un altro studio sono state osservate "disfunzioni cognitive selettive dopo la guarigione clinica", il che suggerisce un danno prefrontale.  Queste disfunzioni non possono essere di memoria di per sé, ma di recupero, in cui la velocità di accesso ai ricordi è parte del problema tra le persone che hanno avuto TGA e che sperimentano problemi di memoria.

## Epidemiologia
L'incidenza annuale stimata di TGA varia da un minimo di 2,9 casi per 100 000 abitanti (in Spagna) ad un massimo di 5,2 per 100 000 (negli USA),, ma tra le persone di età superiore ai 50 anni, il tasso di incidenza di TGA varia da circa 23 per 100 000 (in una popolazione degli Stati Uniti) a 32 per 100 000 (in una popolazione in Scandinavia).
La TGA è più comune nelle persone di età tra i 56 ed i 75 anni,  L'età media dei soggetti con TGA è intorno ai 62 anni.